# Leôncio Basbaum
Leôncio Basbaum (Recife, 6 de novembro de 1907 – São Paulo, 7 de março de 1969) foi um médico, escritor e ativista político brasileiro, dirigente do Partido Comunista Brasileiro. Completou o ginásio na capital de Pernambuco e mudou-se para o Rio de Janeiro em 1924, quando ingressou na Faculdade de Medicina da Universidade Federal do Rio de Janeiro, fundada em 1808 e que na época se localizava na Praia Vermelha.
Apesar de formado médico, desenvolveu-se e atuou principalmente como militante comunista, ativista político, escritor e professor, que também se dedicou a estudar a realidade brasileira. Após filiar-se ao partido, atuou como um dos fundadores da União da Juventude Comunista (UJC) e membro da comissão central executiva (CCE) do Partido Comunista Brasileiro (PCB).
Foi figura importante na militância comunista brasileira por integrar a direção da União dos Trabalhadores Gráficos (UTG), o I Congresso da Juventude Comunista Brasileira, onde atuou como antimilitarista, o V Congresso da Internacional Juvenil Comunista, a I Conferência Latino Americana dos Partidos Comunistas em Buenos Aires e o Comitê Militar Revolucionário em 1929.
Durante o período acadêmico, entre 1924 e 1925, trabalhou como revisor na Gazeta de Notícias (periódico que circulou no Rio de Janeiro entre os anos 1875 e 1942). Em 1926, quando já formada a Juventude Comunista, Leôncio utilizava o Jornal A Nação, que funcionou nos anos 1923 e 1924 como um jornal de oposição ao governo, e em 1927 integrou-se como órgão do Partido Comunista Brasileiro (PCB), como meio para convocar os jovens brasileiros a unirem-se ao levante comunista.
Morreu em 7 de março de 1969, aos 61 anos, vítima de um derrame.

## Juventude e família
Leôncio era o sexto dos onze filhos do casal judeu Isaac e Clara Basbaum, imigrantes da Bessarábia (atual Moldávia) que vieram morar na capital de Pernambuco, Recife. O casal abriu uma joalheira e oficina de ourives, na qual Leôncio trabalhou desde cedo.
Em 1918, com 11 anos, participou de uma passeata em comemoração ao fim da Primeira Guerra Mundial. Em 1924, Leôncio se formou no ginásio e mudou-se para o Rio de Janeiro, então capital federal do país. No mesmo ano, ingressou na Faculdade de Medicina da Universidade Federal do Rio de Janeiro (FM) instituto ligado a Universidade Federal do Rio de Janeiro (UFRJ), fundada em 1808 e que na época ficava localizada na Praia Vermelha. Durante os anos cursando Medicina, Basbaum já escreveu alguns contos e artigos para a revista Número.
Foi casado pela primeira vez em 1931, ano que se estabeleceu em São Paulo, com Sílvia Basbaum (ex-militante da Juventude Comunista). Juntos, Leôncio e Sílvia tiveram um filho, Maurício Leôncio Basbaum, que nasceu em meio à Revolução de 1932 enquanto Leôncio estava como preso político em São Paulo. Ao conquistar a liberdade, foi para o nordeste com sua família após sua soltura da prisão na Ilha Grande, ainda em 32. Foi casado pela segunda vez em 1959 com Eni Basbaum.

## Trajetória política e profissional
Em 1925, Basbaum estava morando definitivamente no Rio de Janeiro e cursando a Faculdade de Medicina. Neste mesmo ano iniciou seu envolvimento com a política após contatos com militantes, entre eles o professor Cristiano Cordeiro, um dos fundadores do Partido Comunista Brasileiro (PCB). Apesar de já ser integrante da União dos Trabalhadores Gráficos (UTG) por trabalhar como revisor na Gazeta de Notícias para ajudar com as despesas acadêmicas, foi partir deste contato que Leôncio familiarizou-se com o comunismo e tomou conhecimento da existência do Partido Comunista Brasileiro.
No início de 1927, durante as férias da Faculdade, Leôncio regressou a Recife por indicação de Astrojildo Pereira e organizou um comitê regional de jovens na capital pernambucana, o 1º Comitê Regional da futura Juventude Comunista. De volta ao Rio, foi um dos encarregados de criar a Juventude Comunista. Tornou-se, assim, membro da comissão central executiva (CCE) do PCB como representante da JC. Familiarizado com os veículos de comunicação opositores ao governo da época, utilizou o jornal A Nação para publicar artigos e convocar os jovens brasileiros a aderirem ao movimento comunista.
A Juventude Comunista foi fundada oficialmente no dia 1 de agosto de 1927, na sede da UTG, quando Basbaum foi eleito responsável pela edição do jornal O Jovem Proletário e Secretário Geral da Juventude Comunista.
Enquanto ocupou o cargo de Secretário Geral, Leôncio atuava nas decisões e gestões do Partido Comunista Brasileiro que buscavam uma aproximação com Luiz Carlos Prestes, objetivo que causou uma cisão na Juventude Comunista: parte dos comunistas tinha como estratégia lançar Luiz Carlos Prestes como candidato à Presidência da República pelo PCB, outra parte discordava. Leôncio estava entre os apoiadores dessa candidatura e ficou encarregado de, após a 1ª Conferência Latino Americana dos Partidos Comunistas, entrar em contato com Prestes para fazer-lhe o convite. Nas conversas entre Leôncio Basbaum e Luís Carlos Prestes, os dois lados propuseram cada qual um programa para ser apresentado nas eleições presidenciais do ano seguinte. A proposta dos comunistas, apresentada por Basbaum, consistia na nacionalização da terra e divisão dos latifúndios, nacionalização das empresas industriais e bancárias imperialistas, abolição das dívidas externas, liberdade de organização e de imprensa e direito de greve. Apesar de concordar com muitas propostas, Prestes recusou o convite. De volta ao Rio, Leôncio revê seu posicionamento e assume opinião contrária à candidatura de Prestes pelo Partido Comunista Brasileiro.
Ao deixar o cargo de Secretário Geral e voltar para o Partido Comunista Brasileiro, Leôncio foi enviado a São Paulo a serviço do “Comitê Militar Revolucionário”, um poderoso corpo dirigentes de atuação comunista, além de trabalhar na candidatura do dirigente sindical e comunista Minervino de Oliveira à presidência da república. Mais tarde vai à Bahia, onde é preso após a repercussão do movimento da Aliança Liberal. Em janeiro de 1931, após ser libertado, volta ao Rio de Janeiro com seu novo posicionamento sobre a candidatura de Prestes. Basbaum relata que após a volta de Astrojildo de Moscou e de longas discussões a respeito da “proletarização” do partido, decidiu-se que os intelectuais deveriam ocupar menos espaço na direção do PCB, o que culminou na sua expulsão da Comissão Central juntamente com Astrojildo Pereira e Paulo de Lacerda. Em maio de 1932, próximo ao nascimento de seu filho, Basbaum é preso junto a outros líderes do Partido Comunista Brasileiro e sindicalistas durante as grandes greves realizadas em São Paulo. Liberto apenas em dezembro, voltou a atuar pelo partido em janeiro de 1933 ao ser enviado pela Internacional Comunista para organização de um Comitê de Luta Contra a Guerra. Pouco tempo depois, em Fevereiro, é chamado de "pequeno-burguês" e distancia-se de vez do partido.
Apesar de formado médico pela Faculdade de Medicina do Rio de Janeiro, Basbaum trabalhou na Gazeta de Notícias desde o período acadêmico para pagar os estudos. Depois, sempre manteve uma relação próxima com veículos de comunicação utilizando os jornais O Jovem Proletário e A Nação como ferramenta para o fortalecimento e propagação das ideias movimento comunista brasileiro.
Após afastar-se do partido, assume o cargo de gerente nas Lojas Brasileiras, uma rede de lojas de departamento da época que pertencia a seus irmãos, em Maceió. Lá dedica-se a escrever o seu livro A Caminho da Revolução Operário Camponesa, publicado sob o pseudônimo de Augusto Machado. No ano de 
1934, participa como membro da diretoria, da Liga Anti-Fascista, o que lhe custou uma nova prisão. Ao ser solto foi transferido para a filial das Lojas Brasileiras em Salvador, sabendo pouco depois de sua expulsão do CC.
Reaproximando-se do partido após o reconhecimento do CC de uma expulsão injusta, em 1942 Basbaum passou a trabalhar na reorganização do Partido Comunista Brasileiro, participando da formação da Comissão Nacional de Organização Provisória (CNOP). No início de 1944, já que tinha conhecimento em editoras e veículos de comunicação, trabalhou na organização de uma editora particular para o PCB, que recebeu o nome de Vitória. Ainda em 44, foi publicada a edição brasileira do seu livro Fundamentos del Materialismo, publicado pela primeira vez em 1943 na Argentina.
No ano de 1945, foi encarregado de alojar Luiz Carlos Prestes em sua casa, com a finalidade de protegê-lo da perseguição do governo. No mesmo período, deixou de lado a direção da editora do partido (Vitória) e começou a dedicar-se passando a trabalhar na Comissão Nacional de Finanças do partido, além de organizar grupos de assistência a militantes estrangeiros no Brasil - que era o caso de Olga Gutmann Benário, mulher de Carlos Prestes.
Em 1946, passou a atuar na organização da Conferência Nacional do PCB, embora não tenha participado oficialmente do evento. Em 1947 o Partido Comunista Brasileiro foi decretado ilegal e, com isso, a Comissão de Finanças foi dissolvida, o que deixou Basbaum sem cargo e tarefas para realizar no partido. Pouco tempo mais tarde foi procurado pelo Comitê Nacional para atuar na articulação de um órgão com as mesmas características do extinto Socorro Vermelho Internacional, que recebeu o nome de Associação Brasileira de Assistência Social (ABAS). Foi escolhido novamente como Secretário Geral e, em função disso, foi preso novamente e pediu demissão das Lojas Brasileiras.
Em 1948 instalou-se em São Paulo, cidade na qual adquiriu uma pequena fábrica de brinquedos e passou a trabalhar na administração desta. No ano de 1950 ainda demonstra apoio a movimentos como o Manifesto de Agosto e a Frente Popular de Libertação Nacional, mas já em 1952 afastou-se gradativamente do Partido Comunista Brasileiro. Em 1954, vende a fábrica de brinquedos aos irmãos e começa a trabalhar como propagandista do Laboratório Moura Brasil, sendo transferido para o Nordeste.
Após o afastamento do partido e ao sair do Laboratório Moura Brasil, Leôncio iniciou uma trajetória profissional em editoras que publicaram suas principais obras. Consumidor assíduo das literaturas brasileira e lusitana da época, lendo obras de autores reconhecidos como Machado de Assis, Coelho Neto, Aluísio de Azevedo, José de Alencar, Castro Alves, Olavo Bilac, Camilo Castelo Branco, Eça de Queiroz e Ramalho de Ortigão, atuou como tradutor na Editora Guanabara e depois começou a trabalhar na Livraria Freitas Bastos. No mesmo ano, trabalhou na revista Novos Tempos, na qual publicou o primeiro volume de seu livro, a História Sincera da República. Ao adjetivar sua obra como "sincera", o autor quer enaltecer e ressaltar a recuperação do que considerava alguns mitos que vinham sendo mantidos pela historiografia tradicional relacionados ao engrandecimento de figuras medíocres da elite política ou esquecimento injusto de movimentos de resistência, a começar pelos quilombos. Segundo o próprio Basbaum, o primeiro volume de "História" tinha dois objetivos: encontrar os fundamentos históricos – econômicos, políticos e sociais – da república brasileira e, com eles, a origem do nosso atraso histórico e contar a história da implantação da república partindo-se de suas causas. Por críticas e obras como essa, Leôncio era considerado um crítico à frente do seu tempo.
No ano seguinte matriculou-se Instituto Superior de Estudos Brasileiro (ISEB) e conquistou a publicação do segundo volume de sua obra, quando e afasta-se definitivamente do PCB e parte para um período de recesso no Uruguai e na Argentina em 1959. De volta ao Brasil, em 1960, passa a trabalhar na Editora Autores Reunidos. Lá, publicou a obra Caminhos Brasileiros do Desenvolvimento.
No final de 1960, Basbaum tentou retomar sua atuação na militância comunista do Brasil e criou uma organização política composta por um pequeno grupo de ex-membros e simpatizantes que nasceu com o objetivo de superar o Partido Comunista Brasileiro, projeto que foi pausado com o recebimento de um convite para visitar a Iugoslávia. De volta ao Brasil, Leôncio funda sua própria editora, a Agência Literária, publicando entre outras obras o seu livro No Estranho País dos Iugoslavos (1962), e o terceiro volume da História Sincera da República. No início de 1962, retoma a fundação de uma nova organização política e funda o Movimento Unitário do Povo Brasileiro (MUPB). Foi eleito presidente da organização que durou pouco e rendeu a Leôncio uma acusação de "divisionista" pelo Partido Comunista Brasileiro.
Em paralelo, permaneceu elaborando e publicando suas e outras obras. No início de 1964, ano do Golpe Militar, publicou o livro O Processo Evolutivo da História, porém, pouco tempo depois a sua editora própria, recém fundada, foi fechada pelo governo militar.

### Histórico de prisões
Em 1928, foi escolhido para participar como representante brasileiro da Juventude Comunista no V Congresso do KIM (Internacional Juvenil Comunista), além de integrar a delegação do Partido Comunista Brasileiro e representar a união ao lado de Paulo Lacerda e Morales no dirigiam ao IV Congresso da Internacional Comunista. Durante sua trajetória de militante, Leôncio registrou quatro prisões entre os anos 1928 e 1932. Em 1934, é preso por integrar-se à Liga Antifascista. Na primeira vez foi preso na própria cidade do Rio de Janeiro e ficou oito dias detido, mas também foi detido como preso político em lugares como Salvador, Porto Alegre, Santa Maria e Uruguaiana (Rio Grande do Sul) e São Paulo. Registrou, também, uma transferência para a Colônia Correcional de Dois Rios, na Ilha Grande (Rio de Janeiro), detenção temida pelos presos políticos e comuns da época. Na Colônia, teve contato com o sindicalista e jornalista Heitor Ferreira Lima.

## No período da ditadura
Após o fechamento da Agência Literária, em maio de 1965 Leôncio embarcou para a Europa, onde permaneceu por um ano. Em 1967 viajou pela América Latina, seguindo para o México e logo em seguida para os Estados Unidos da América, onde foi convidado pelo Prof. Ellison para ministrar uma palestra sobre o Brasil na Universidade de Austin.
Ao retornar ao Brasil, Basbaum recusou o convite de alguns colegas de militância de regressar ao Partido Comunista Brasileiro e permaneceu atuando como escritor. Em 1968, publicou volume 4 de História Sincera da República. No dia 17 de março de 1969, aos 61 anos de idade, Leôncio Basbaum faleceu em São Paulo, vítima de um derrame, deixando incompleta sua autobiografia "Uma Vida em Seis Tempos".

## Morte
Morreu em 7 de março de 1969, aos 61 anos, vítima de um Acidente vascular cerebral (AVC).

## Principais obras
- 1931 - História Sincera da República - Volume 1.
- 1932 - História Sincera da República - Volume 2.
- 1933 - A Caminho da Revolução Operária Camponesa (sob pseudônimo de Augusto Machado).
- 1939 - Introdução ao Estudo da Filosofia.
- 1943 - Fundamentos del Materialismo (publicado na Argentina).
- 1944 - Fundamentos do Materialismo.
- 1959 - Caminhos Brasileiros do Desenvolvimento.
- 1962 - História Sincera da República - Volume 3.
- 1962 - No Estranho País dos Iugoslavos.
- 1964 - O Processo Evolutivo da História.
- 1968 - História Sincera da República - Volume 4.
- 1957/1968 - História Sincera da República (4 volumes).
- 1969 - Alienação e Humanismo.
- 1976 - Uma Vida em Seis Tempos (obra publicada póstumamente).